# Renzo do Amaral Braz
Renzo do Amaral Braz (Muriaé, 11 de abril de 1980) é um político brasileiro, filiado ao Progressistas (PP). Foi Deputado Federal pelo estado de Minas Gerais.
Filho de Gilberto José Tanus Braz e Maria Vitória do Amaral Braz é formado em Administração pela Universidade Iguaçu (UNIG) e em Gerência de Custos Logísticos pela Universidade Federal do Rio de Janeiro (UFRJ).  Concorreu pela primeira vez a uma cargo público nas eleições de 2010 sendo eleito Deputado Federal para a Legislatura 2011-2014 com 102.573 votos e foi reeleito para a Legislatura 2015-2018 com 109.510 mil votos. É suplente do Senador Rodrigo Pacheco, atual presidente do Congresso Nacional.

## Biografia
Foi reeleito deputado federal em 2014, para a 55.ª legislatura (2015-2019). Votou a favor do Processo de impeachment de Dilma Rousseff. Já no Governo Michel Temer, votou a favor da PEC do Teto dos Gastos Públicos. Em abril de 2017 foi favorável à Reforma Trabalhista. Em agosto de 2017 votou contra o processo em que se pedia abertura de investigação do então presidente Michel Temer, ajudando a arquivar a denúncia do Ministério Público Federal. Em 2018, concorreu como 1º suplente, na chapa de Rodrigo Pacheco, a uma das duas vagas ao Senado por Minas Gerais. A mesma foi eleita, tendo  3.616.864 dos votos válidos, que corresponde a 20,49%.

## Ligações externa
- «Sítio oficial»
- Renzo do Amaral Braz no Facebook
- Renzo do Amaral Braz no X
- Renzo do Amaral Braz no Instagram